# トーヴァル・オーゴー
ハンス・トーヴァル・オーゴー（Hans Thorvald Aagaard、1877年6月8日 - 1937年3月22日）は、デンマークの作曲家、オルガニスト、ヴァイオリニスト、教育者。

## 生涯
オーゴーはロルステズ近郊のRolfstedgårdで農業を営む一家に生まれた。父はアナス・ハンスン（1839年-1926年）、母はアナ・ハンスン（1851年-1928年）であった。幼い頃から既にヴァイオリンのレッスンを受けており、1896年からはアスコウ高校（デンマーク語版）に通った。1898年からはコペンハーゲンでカール・ニールセンより私的にヴァイオリンの指導を受けた
。
1900年から1902年にかけてデンマーク音楽アカデミーで学んだ彼はヴァルデマ・トフテからヴァイオリン、オット・マリングからオルガン、ヤアアン・ディトリウ・ボネスンから音楽理論の指導を受けた。兵役を終えた後の1903年から1905年の間に作曲と対位法をカール・ニールセンの下で、1904年から1905年には音楽理論トマス・ラウプの下で個人的に学んだ。この2人の師によりオーゴーの音楽的才能は強く開花させられることになった。この学生時代のクラブ活動で知り合ったオーロフ・レングとは音楽への関心を共有し合った。レングとは後に仕事を共にすることもあり、生涯にわたる友情を育んだ。

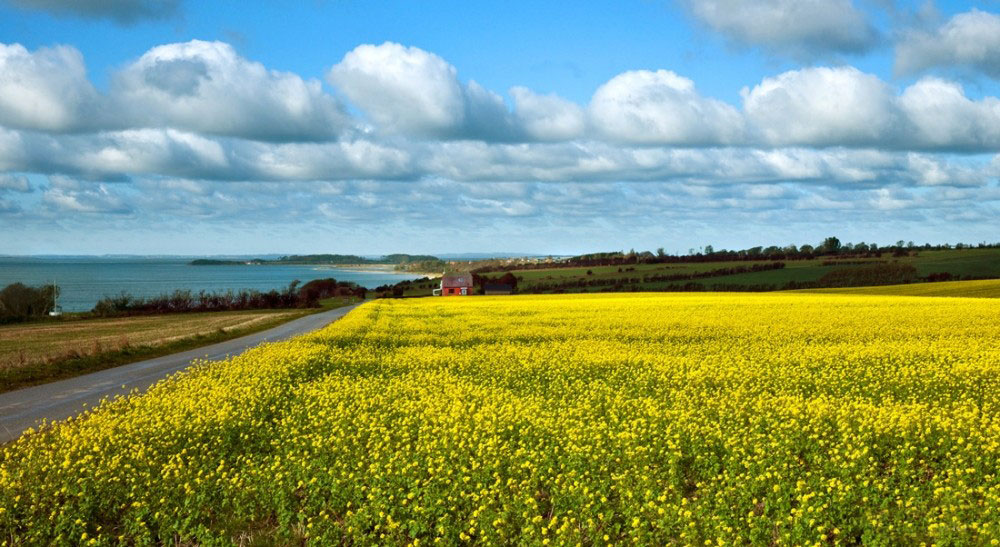
フュン島の風景。

1905年、オーゴーはフュン島、リュスリンゲ（独語版）のValgmenighedにあるナザレ教会のオルガニストに就任した。コペンハーゲンのヴァートウ教会からもオルガニストの打診を受けたが辞退している。出身地と関連して彼はフュン島の田舎をより好んでおり、大都市コペンハーゲンでは本当の意味で落ち着くことはできなかったのである。またこの年からリュスリンゲ高校で教鞭を執るようになった。オーゴーはデンマークの歌に革新をもたらす作品により自国の楽壇に特別な地位を築いた。オルガニストとしては、まずトマス・ラウプのようにデンマークの聖歌の現代化のために尽力した。このために彼は30の詩篇の旋律を作曲している。彼はラウプの精神に則り教会で歌うための新しい歌を紹介し、まもなくこの集まりはデンマークの「ラウプの会」と称されるようになっていった。1907年にオーゴーが有名な建築家のピーザ・ヴィルヘルム・イェンスン＝クリントに依頼してリュスリンゲに家を建てたというところにも、彼がこの地を心地よく思っていたことが表れている。同年にはアマチュア管弦楽団のFynske Musikanterを創設、彼はこの農夫、教師、工夫などで構成されるオーケストラを400回以上リュスリンゲや周辺地域で指揮した。多くの人にとってクラシック音楽に触れる機会がオーケストラしかなかったフュン島において、このことは古典派やロマン派の音楽を広める意味で非常に重要であった。
1908年10月19日にスヴェン・ハインリイ・ハンスン（1851年生）とマーアン・ピーダスン（1851年-1917年）の娘のKaren Madsine Bangdine Helga Hansen（1881年10月15日フレゼリシア-1955年5月26日ヘレロプ）と結婚した。

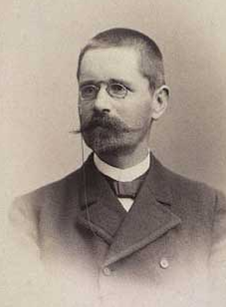
トマス・ラウプ

1908年に『Højskolebladet』紙に「民謡」という記事を執筆、その中でオーゴーは学校で歌われる楽曲のレパートリーの不足が深刻であると批判した。そこで彼は師であるトマス・ラウプとカール・ニールセン、そしてオーロフ・レングと共同で、新たに質の高い楽曲を作曲して学校で用いられる新しい唱歌集を作り上げる計画を立てる。ここではオーゴーが旗振り役となり、4人の中で最年少だった友人のレングは協力者であった。また、一流作曲家として師であったラウプとニールセンのプロジェクトへの参画を取り付けることができた。この4人の音楽家たちは後に「フュン島の4つ葉のクローバー」と呼ばれるようになる。彼らは1912年に正式に新しい唱歌集制作の委嘱を受けた。完成は第一次世界大戦後まで持ち越されることになる。
1913年、『高校民謡集』（Folkehøjskolens）の第7版において、イェッベ・オーケーアのテクスト『Jeg lagde min Gaard i den rygende Blæst』に作曲した曲でオーゴーの作品が初めて教科書に掲載された。1919年には『Ni viser til Tekster af Jeppe Aakjaer』（イェッベ・オーケーアのテクストによる9つの歌）を出版している。
1922年、575曲以上を掲載した唱歌集が出版された。ラウプが73曲の新曲を書くとともに63曲を民謡と教会の歌曲集『Danske Kirkesang』から讃美歌を編曲、ニールセンが48曲の新曲、レングが28曲、そしてオーゴーが35曲の新曲を作曲した。音楽的な伝統は徹底的に破壊したものの曲集は広く人気を獲得し、多くの作品が今日に至るまでデンマークの音楽文化に影響を及ぼしている。ラウリツ・クレスチャン・ニルスンのテクストによる『Jeg ser de bøgelyse Øer』、イェッベ・オーケーアのテクストによる歌曲『Spurven sidder stum bag Kvist』、『Sneflokke kommer vrimlende』、『Han kommer med Sommer, han kommer med Sol』などがそれにあたる。その後も歌曲集の出版は続いた。
1930年と1932年にオーゴーはラウプの様式による礼拝のための2つの前奏曲集を出版している。1933年にオーゴーのヴァイオリン教本が世に出された。彼はこの教本を意識的に様々な教授法のための教材として作り上げており、その意図は『セミナー、音楽学校と私的授業』という名称によっても説明されている。1934年には旧約聖書のための24の旋律を世に出した。オーゴーは『Højskolebladet』紙や『Fyns Tidende』紙に多くの記事を寄稿した。その人気は絶大で、深刻な病にかかった際には彼がノルウェーで療養できるよう著名人らが寄付を行ったほどである。この世を去る1937年までナザレ教会のオルガニストの職に留まった。墓はリュスリンゲの墓地に建てられている。後継者らもオーゴーの音楽精神を受け継いでいる。はじめが1938年にオーゴーの作品一覧を出版しているレングの義理の息子にあたるカール・バクである。その後、彼の姪のエスタ・オーゴーとダウニ・オーゴーが続き、2000年までほぼ半世紀にわたってオルガニストの職を務めた。

## 重要性
『Spurven sidder stum bag Kvist』や『Jeg ser de bøgelyse Øer』など、オーゴーが作曲した旋律には特にデンマーク国内では今日に至るまで人気を保ち続けているものがある。20世紀前半において、彼はカール・ニールセン、オーロフ・レング、トマス・ラウプと共にデンマーク民謡の改革者のひとりだったのである。
2003年以降、現在のデンマークの讃美歌を集めた本『Den Danske Salmebog』にはオーゴーの書いた曲が4曲収められている。
- 『Lovsynger Herren, min mund og mit indre』 第3番[27]
- 『Jesus, min drot』 第60番
- 『Julebudet til dem, der bygge』 第129番[28]
- 『Man siger, livet har bange kår』 第547番

## 作品
次の一覧は1938年にDet unge Tonekunstnerselskabから出版された『トーヴァル・オーゴー作品目録』（Fortegnelse over Thorvald Aagaards værker）による。

### 器楽曲

#### 弦楽オーケストラのための作品
- Dansk Folkemelodie (Det haver saa nyligen regnet) for Strygeorkester（弦楽オーケストラのためのデンマーク民謡旋律 1907年）
- 弦楽オーケストラとピアノのための祝祭序曲

#### 弦楽のための室内楽曲
- 弦楽四重奏曲 イ長調
- 2つのヴァイオリンとヴィオラのための組曲

#### オルガン曲
- 25 Præludier til Gudstjenesten （礼拝のための25の前奏曲）1929年、コペンハーゲンのヴィルヘルム・ハンスンより出版[29] OCLC 461747904
- 26 Præludier til Gudstjenesten （礼拝のための26の前奏曲）作品5 1934年[30]

#### ヴァイオリン教本
- Violinskole for Seminarier, Musikskoler og Privatundervisning （セミナー、音楽学校と私的授業） 1933年[31]

### 合唱曲
- 混声合唱、朗誦と管弦楽のためのカンタータ （1905年）
- 独唱、混声合唱、朗誦と管弦楽のためのリュスリンゲ大学の新校舎に寄せるカンタータ （1905年10月28日）
- 混声合唱、朗誦と管弦楽のための記念祭カンタータ （1909年）
- バリトン独唱、男性4部合唱、朗誦と管弦楽のためのRingeの事務所展覧会開始に寄せるカンタータ （1911年9月8日）
- テノール独唱、混声合唱、朗誦と管弦楽のためのリュスリンゲ大学の体育館新設に寄せるカンタータ （1914年9月29日）
- 4人の独唱者、混声合唱と管弦楽のためのSanderumの兵士の祝典に寄せるカンタータ （1915年6月26日）
- 教会女性執事協会の創立50周年のためのカンタータ
- ソプラノ、テノール、混声合唱と管弦楽のためのFyns Forsamlingshus（フュン島集会場）25周年に寄せるカンタータ （1925年6月20日）
- 4人の独唱者、混声合唱と管弦楽のためのKøbenhavns Højskoleforening（コペンハーゲン大学協会）50周年に寄せるカンタータ （1928年4月13日）[32]
- テノール独唱、混声合唱、朗誦と管弦楽のための『クヌート4世』
- 女性三部合唱とオルガンのための典礼音楽
- 混声合唱、朗誦と管弦楽のための『水仙』（Paaskelilien）
- 混声合唱、児童二部合唱、管弦楽のための『冬』（Vinteren）
- ソプラノ、混声合唱と管弦楽のための『春』（Vaaren）[33]
- 混声合唱と管弦楽のための『夏』（Sommeren）
- バリトン、混声合唱と管弦楽のための『秋』（Høsten）
- 『単声三部のための4つの歌、混声のための3つの歌』（4 sange for 3 lige stemmer, 3 sange for blandet kor）（1934年）[34]; 『鳥の歌』（ Sangens fugl）、『灰のユグドラシル』（Asken Yggdrasil）、『親愛なるフレイヤ』（Skøn Freja）、『スキョル王』（Kong Skjold）、『Jeg ser de bøgelyse øer』（混声 L.C.ニルスンのテクスト）[35] 『Om strømmen mod dig bruser』（混声）、『Genforeningssang』（混声）

### 讃美歌と歌曲
- 『再統一の歌』（Genforeningssang）Juhl Andersenのテクスト[36]
- 『イェッベ・オーケーアのテクストによる9つの歌』 （1919年）[18]
- 『グルントヴィによる20のデンマークの古い歌』（Tyve gamle danske Sange af Grundtvig） （1931年）[37]
- 『12の民俗的な歌と旋律』（En Snes folkelige Sange og Viser） 作品4 （1932年）、ピアノ編曲[38]
- 『トーヴァル・オーゴーによる音楽付きの40の聖書的歴史の歌への旋律』、ピアノ編曲 （1933年）[39]
- ピアノ伴奏歌曲『Her er det Land』 Valdemar Rørdam（1872年–1946年）のテクスト、1933年6月1日 Dybbølの青年会へ献呈 OCLC 898538592
- 『選定信徒と自由信徒の讃美歌集より30の讃美歌の旋律』 （1936年）[40]

## オーゴーの歌曲に基づく他の作曲家の作品
- Per Günther: 『トーヴァル・オーゴーの「Lovsynger Herren, min mund og mit indre」に基づくコラール幻想曲』[41]
- Naji Hakim: オルガンのための『Ich liebe die farbenreiche Welt』、『Jeg elsker den brogede verden』、『I love the colourful world』: 1. 前奏曲 2. ダンス＝トッカータ. Chatou, 2008, Schott, für Hans-Georg Vleugels und der Orgel der katholischen Kirche St. Alban in Hardheim, Naji Hakim, St Alban, Hardheim, 27.06.08[42][43]

## 影響
オーゴーが長年オルガニストを務めたリュスリンゲのValgmenighedでは、彼を記念してトーヴァル・オーゴー広場にセーアン・ヴェストにより記念碑が建てられた。

## ディスコグラフィー
- オーケーアによる歌曲: Songs by Aakjær. Pro Cantu, Danica #8174. (Verschiedene Chorsätze mit Texten von Jeppe Aakjaer, auch einige Lieder von Thorvald Aagaard wie: Sneflokke kommer vrimlende, Spurven sidder stum bag Kvist und Han kommer med sommer).
- 学校唱歌集から. Signe Asmussen/Sopran, David Danholt/Tenor, Ulrich Staerk/Klavier. Dacapo 8.224712. (Von Aagaard Jeg ser de bøgelyse Øer[44])

### 伝記
- Frands Johann Ring: Thorvald Aagaard : Mennesket, Musikeren. Fyns Boghandels Forlag, Odense 1954 (dänisch).[45]
- Povl Chr. Balslev: Thorvald Aagaard: komponist og musikformidler i den folkelige sangs tjeneste. Odense Bys Museer, Odense 2009 (dänisch).[46]

### 伝記的文献
- Nielsen, C., Aagaard, Thorvald Hans, komponist, & Hansen, Anders. (1888). Breve Til Thorvald Aagaard Og Anders Hansen., Dat. 1888–1926 (33 Br.);. [Briefe an Thorvald Aagaard und Anders Hansen][47]

### 音楽辞典
- Claus Røllum-Larsen: Aagaard, (Hans) Thorvald. 音楽の歴史と現在 オンライン版

### その他
- Karl Bak: Fortegnelse over Thorvald Aagaards værker. In: Tidsskrift, udgivet af Det unge Tonekunstnerselskab. (dänisch) Povl Branners Forlag, Kopenhagen 1938, OCLC 474200165. (Verzeichnis der Werke Thorvald Aagaards in 3 Abschnitten: 1. Instrumentalwerke, 2. Chorwerke, 3. Hymnen und Lieder.)
- Frands Johann Ring: Thorvald Aagaard, et Liv i Folkesangens Tjeneste. [„Thorvald Aagaard, ein Leben im Dienste des ‚Volksgesanges‘.“]. Danmarks Sanglærerforening 1935–45, Aarhus 1944, (dänisch)[48]